# نذرج
طائر النذرج
طائر مائي كان يعيش في بلاد الرافدين وإيران، كان مقدسا عند الديانة المانوية 
وقد ذكر عبد الرحمن بدوي في كتابه تاريخ الإلحاد في الإسلام ما نصه: (ان القضاة كانوا يطلبون من الزنديق ان يبصق على صورة ماني 
وان يذبح طائرا اسمه النذرج)
.